# Ophiocormus
Ophiocormus is een geslacht van slangsterren uit de familie Ophiodermatidae.

## Soorten
- Ophiocormus notabilis H.L. Clark, 1915